# Andrómeda (Rembrandt)
Andrómeda es un cuadro en óleo sobre tabla (34,1x25 cm) realizado en 1629 por el pintor Rembrandt Harmenszoon van Rijn. Se conserva en el museo Mauritshuis de La Haya.

## Descripción
El cuadro fue realizado por el artista durante su estancia en Leiden, en donde muchas de sus obras fueron de temas mitológicos extraídas de Las metamorfosis de Ovidio, de hecho, presenta muchas proximidades en el juego de luz y sombra con el Jeremías elaborado al año siguiente, cuyo fondo no fue cuidado particularmente a propósito. La figura de Andrómeda es representada parcialmente desnuda, aunque inicialmente el artista había pintado las piernas, las cubrió con una tela más tarde.
Casiopea, esposa del rey de Etiopía y madre de Andrómeda, se jactaba de su belleza, provocando la ira de Poseidón: como castigo por su orgullo, la hija debería ser entregada a un monstruo marino que el dios había enviado a asolar la costa. Atada a una roca, la doncella fue abandonada a su destino: así aparece en esta pintura, antes de que Perseo venga a salvarla.
La iconografía del cuadro se diferencia de la tradición, que solía presentar al monstruo y al héroe salvador en la misma escena; el artista prefirió aislar el ápice de la historia en la figura descontextualizada de Andrómeda, concentrando todo el patetismo en su rostro desesperado que mira hacia la derecha, lo que crea tensión. La joven tampoco es la princesa glamurosa habitual, si no una muchacha asustada presentada de manera natural porque Rembrandt rechazaba la belleza idealizada. Ya que consideraba que la belleza perfecta no existía en la naturaleza, pintaba a las mujeres tal como las veía, naturalmente imperfectas.